# Daimler Riemenwagen
Daimler Riemenwagen (с нем. «автомобиль Даймлера с ременным приводом») — легковой автомобиль каретного типа, разработанный немецкими инженерами Готлибом Даймлером и Вильгельмом Майбахом в 1895 году. Оснащался ранней версией двухцилиндрового двигателя внутреннего сгорания «Phönix», который обладал мощностью от 2 до 8 лошадиных сил в зависимости от модификации и устанавливался в задней части транспортного средства.
На автомобиле были установлены три изобретения Майбаха: карбюратор с распылителем, двухцилиндровый ДВС «Phönix» и система ременного привода. На основе «Daimler Riemenwagen» были сконструированы первые в мире моторизованное такси (модель «Victoria») и грузовой автомобиль. Производство автомобиля было полностью завершено в 1899 году с заменой его на модель «Daimler Phönix» с более современной переднемоторной компоновкой.

## История

### Разработка

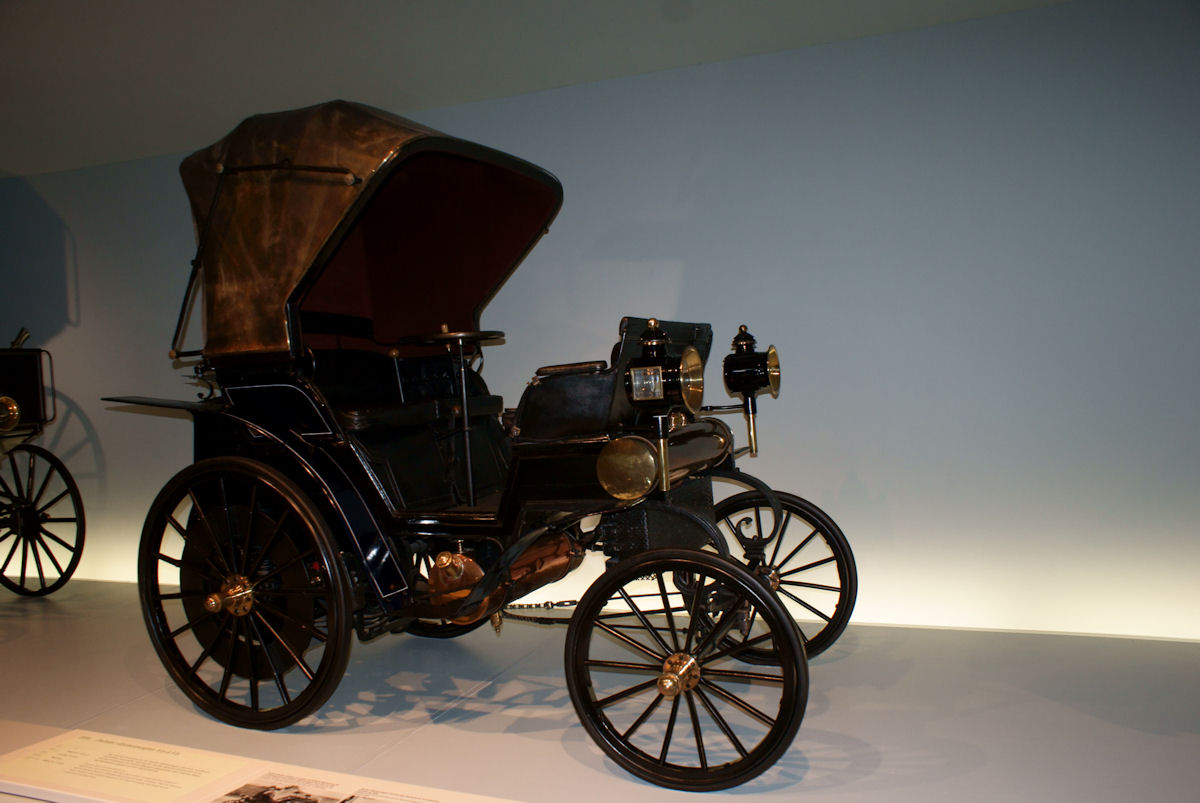
«Daimler Riemenwagen» в кузове «Vis-á-Vis», 1896 год.

В октябре 1892 года по просьбе Готлиба Даймлера его друг и компаньон по бизнесу Вильгельм Майбах арендовал консерваторию бывшего отеля Hermann в городе Канштатт и вместе с двенадцатью рабочими и пятью учениками продолжил проектные работы над двигателем внутреннего сгорания. В результате упорных трудов Майбах разработал силовой агрегат «Phönix», в конструкции которого использовались литой блок с двумя параллельно стоящими цилиндрами и распределительный вал для управления выпускными клапанами. В качестве топлива для работы двигателя применялись продукты нефтепереработки. В сентябре инженер подал заявку на патенты для системы охлаждения маховика и системы ременной передачи, которые он разработал уже после ухода из DMG (компанию по причине наличия разногласий со соучредителями также покинул и второй основатель, Готлиб Даймлер).
Работа Майбаха в отеле Hermann привела к созданию проекта под названием «Riemenwagen» — автомобиля каретного типа с установленным в задней части кузова двигателем внутреннего сгорания, мощность которого передаётся к задним колёсам через ременную передачу с 4 скоростями. Также в основу идеи лёг новый карбюратор с распылительным соплом, прародитель современного карбюратора.

### Премьера
Реализация проекта осуществилась в ноябре 1895 года на заводе фирмы Daimler-Motoren-Gesellschaft сразу же после возвращения обоих немецких инженеров обратно на руководящие посты компании. Инженеры собрали несколько моделей транспортного средства с различными версиями двигателя «Phönix»: от варианта с рабочим объёмом 750 см3 и мощностью в 2, 3, 4 и 6 лошадиных сил до 2,2-литрового силового агрегата мощностью 7,5—8 лошадиных сил. В общей сложности было произведено около 150 единиц автомобиля с ременным приводом, который официально имел наименование одной из первых разработок немецких конструкторов — «Daimler Motorkutsche». Большинство из них оснащалось двигателями мощностью 4 лошадиные силы.
В 1895 году, год премьеры автомобиля, «Daimler Riemenwagen» участвовал в параде в Истборне, Восточном Суссексе, Англия.
Консул Австро-Венгрии, предприниматель и любитель автомобильных гонок Эмиль Еллинек, известный как соавтор одного из первых автомобилей современного типа («Mercedes 35 PS»), познакомился с продукцией компании Daimler-Motoren-Gesellschaft именно благодаря данной модели. В октябре 1897 года он получил свой первый автомобиль от немецкого автопроизводителя: 6-сильную версию «Riemenwagen» в кузове дубль-фаэтон (англ. Double Phaeton). Это была та же модель, на которой Даймлер и Майбах испытывали систему электрического зажигания, которую Карл Бенц, их основной конкурент, использовал на своих автомобилях с самого начала. В июле следующего года автомобиль мощностью 8 лошадиных сил, оснащённый электрическим зажиганием низкого напряжения (магнето) производства фирмы Bosch, был испытан Отто Зальцером в ходе пятидневного испытательного пробега по австрийским Альпам. Благодаря опыту, накопленному в ходе этой поездки, конструкция двигателя претерпела модернизацию и с этого момента в ней более не присутствовала система зажигания на горячих трубках, которая была характерной для двигателей фирмы DMG.
С 1897 года автомобиль стал постепенно заменяется на новую модель с доработанным двигателем «Phönix», которая получила одноимённое название — «Daimler Phönix». В 1899 году производство было полностью остановлено.
Несмотря на то, что модель «Riemenwagen» не оказала решающего влияния на развитие автомобильной техники (за исключением своего двигателя, который продолжил развиваться и распространялся по лицензии во Франции, тем самым способствуя популяризации и развитию автомобильной промышленности), она, тем не менее, заняла прочное место в истории: автомобиль стал первым моторизованным такси в мире, а также в модернизированном варианте стал первым в мире грузовиком с ДВС, который был выпущен в октябре 1896 года.

## Первое моторизованное такси

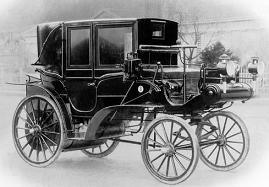
Моторизованное такси «Daimler Victoria», 1897 год.

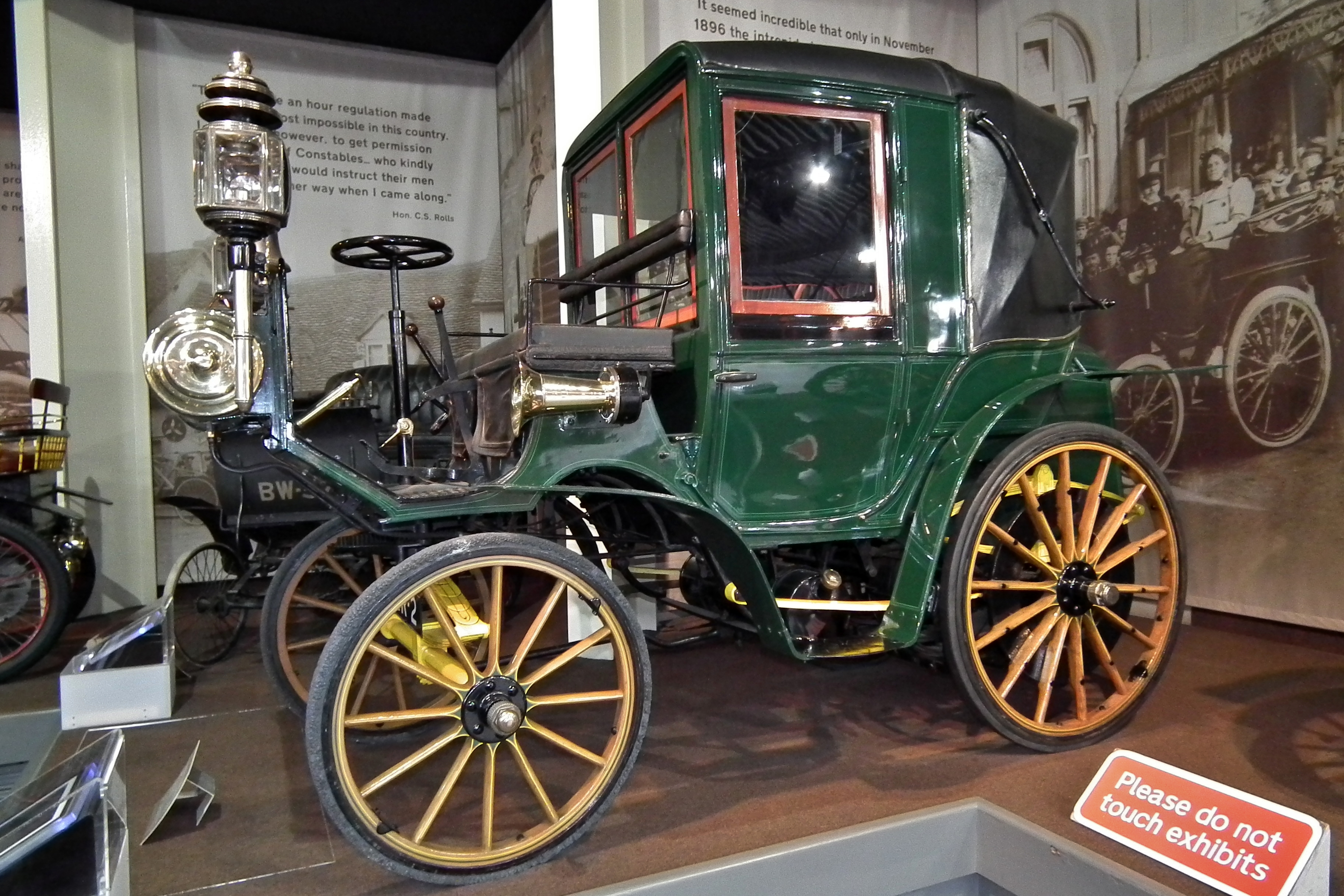
«Daimler Riemenwagen» в национальном автомобильном музее Англии.

26 июня 1896 года оператор по перевозке грузов в Штутгарте Фридрих Грейнер сделал заказ в Канншате на модель «Victoria» с кузовом ландо и таксометром для эксплуатации транспортного средства в качестве такси. Автомобиль получил номер заказа 1329 и был поставлен заказчику в мае 1897 года. Конные экипажи и транспортная компания Грейнера, которую он вскоре переименовал в «Daimler Motorized Cab Company», таким образом, стали первым в мире моторизованным таксомоторным бизнесом. Ранее никто другой не решался использовать автомобиль, изобретённый всего лишь десятью годами ранее, в качестве такси, хотя Даймлер специально рекомендовал моторизованную карету с четырёхскоростной ременной передачей и вертикальным двухцилиндровым двигателем для этих целей ещё в 1896 году. Первое моторизованное такси в мире появилось на улицах Штутгарта в начале лета 1897 года, получив разрешение на осуществление своей деятельности от полиции в июне. Автомобиль имел несколько особенностей: в пассажирском салоне была установлена система обогрева на задних сиденьях, а крыша в задней части кузова могла открываться в хорошую погоду. Кроме того, по просьбе клиентов можно было даже снять всю верхнюю часть кузова вместе с крышей и дверями, превращая такси в автомобиль с открытым верхом.
Фридриху Грейнеру пришлось инвестировать много денег в обновление собственного бизнеса: стоимость автомобиля составляла на то время 5530 немецких марок. Кроме того, предприниматель должен был платить арендную плату за таксометр. Тем не менее, инвестиции в новую технологию окупились: благодаря наличию двигателя внутреннего сгорания автомобиль мог проехать за день приблизительно 70 километров — гораздо больше, чем его конные экипажи. Признание среди клиентов было усилено также тем фактом, что моторизованное такси стало совершенно новым опытом. Такой тип транспорта считался умным и быстрым, а поездка на борту подобного автомобиля обещала всплеск эмоций и немало волнения. Интерес пассажиров к моторизованному такси побудил оператора грузовых автомобилей вложить деньги в дополнительные транспортные средства. Так, к 1899 году Грейнер взял на баланс своего предприятия в общей сложности семь автомобилей «Riemenwagen».
Из Штутгарта идея моторизованного такси начала распространяться по всему миру. После 1899 года в крупных городах Европы было открыто множество компаний по грузопассажирским перевозкам, в которых использовались автомобили Даймлера. В Берлине клиенты могли воспользоваться этим современным видом транспорта на Фридрихштрассе; в Гамбурге первые моторизованные такси выстраивались вдоль улицы Юнгфернштиг. Компании с моторизованным такси были также основаны в Париже, Лондоне, Вене и других городах. Вокруг нового вида услуг образовался определённый ажиотаж, к участию в котором присоединились и различные СМИ. В то время как некоторые выражали свой энтузиазм по поводу новой технологии, у других не было ничего, кроме критики в отношении моторизованных такси, поскольку они зачастую становились причиной несчастных случаев и пугали лошадей. В ответ на подобные нападки была предложена идея прохождения уроков вождения для водителей такси. Многие из бывших конно-кучерных извозчиков прошли подобные курсы с целью переквалифицироваться в качестве водителя нового моторизованного автомобиля. В начале XX века в связи с ростом автомобильной промышленности количество автомобилей в сфере грузопассажирских перевозок стало постоянно увеличиваться.

## Первый грузовик с ДВС

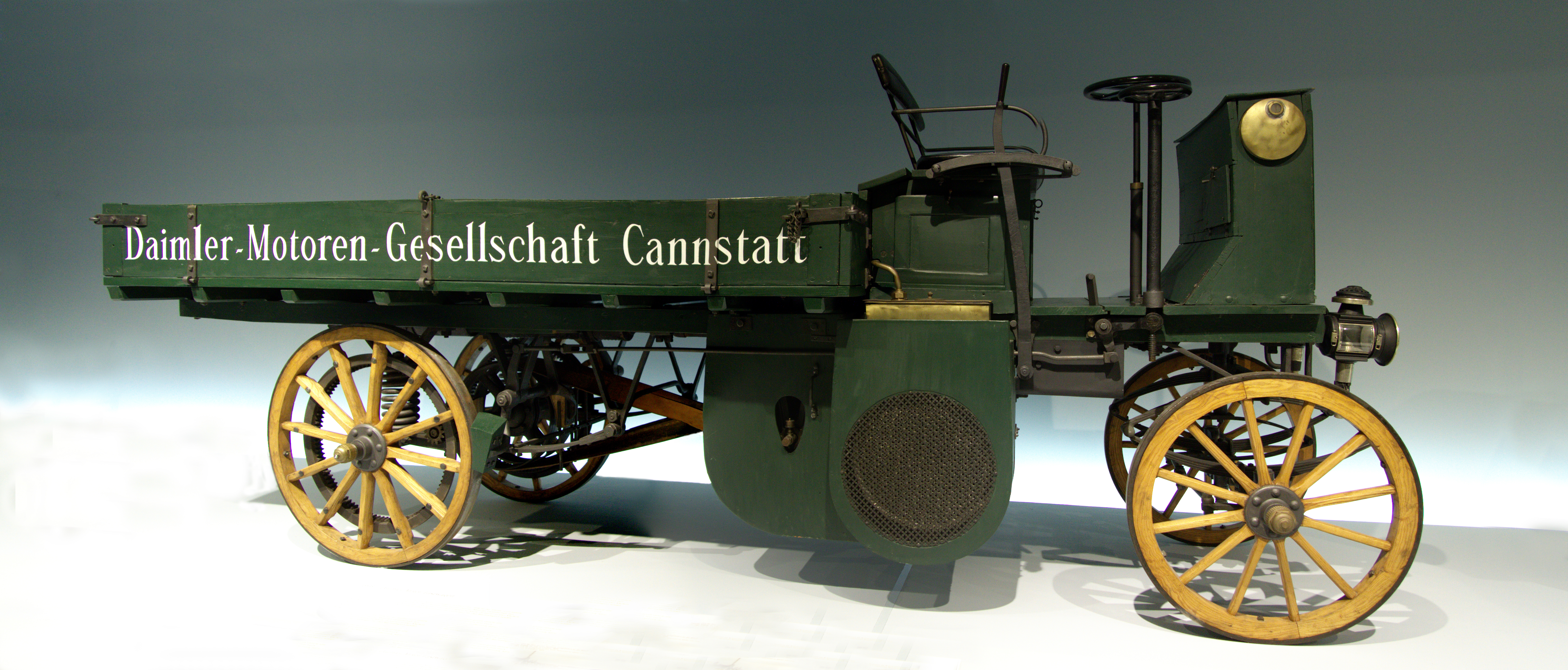
«Daimler Lastwagen» в музее Mercedes-Benz, Штутгарт.

В 1896 году на основе разработок, применённых в модели «Riemenwagen», был создан первый в мире грузовой автомобиль, оснащённый в задней части кузова двухцилиндровым двигателем внутреннего сгорания мощностью 4 лошадиные силы — «Daimler Lastwagen». В качестве кузова транспортного средства использовалась переделанная конная телега, чьё шасси имело поперечно установленные полностью эллиптические листовые рессоры спереди и спиральные пружины сзади. Сложная система подвески была важна не только из-за плохих дорожных условий того времени, но и из-за отличительной чувствительности двигателя к вибрациям. Автомобиль оснащался деревянными колёсами с железным покрытием. В боковой части платформы размещалась большая надпись «Daimler-Motoren-Gesellschaft Cannstatt». Двигатель грузового автомобиля работал на бензине, который в то время продавался только в аптеках. Автомобиль уже в то время мог похвастаться одной особенностью, которая впоследствии стала отличительной чертой транспортных средств данного класса и которая по-прежнему необходима в современных грузовых транспортных средствах — ранним типом планетарной оси. Система ремней передавала мощность, производимую двигателем, на вал с шестернями с обоих концов, установленный поперечно продольной оси автомобиля. Каждая из этих шестерёнок находилась в зацеплении с внутренними зубьями зубчатого венца, который прочно связывался с ведущим колесом.
На ранних этапах грузовому автомобилю пришлось преодолеть большое сопротивление со стороны общественности — намного большее в сравнении с тем, которое испытывал легковой автомобиль. В то время как высшее общество по большей части положительно приветствовало легковые транспортные средства, грузовик столкнулся с серьёзным скептицизмом в отрасли промышленности: любые материальные средства производителей должны были приносить деньги. По этой причине первый грузовик Готлиба Даймлера не пользовался успехом в Германии. Тем не менее, заинтересованные покупатели были найдены в Англии, где транспортные средства, работающие на паре, уже давно использовались во многих сферах промышленности. Благоприятным фактором стала также отмена Акта о красном флаге в 1896 году, по которому перед каждым самоходным безрельсовым транспортом не ближе 55 метров должен был идти человек с красным флагом и красным фонарём (ночью), предупреждая о возможной опасности. В конце 1890-х годов в книге заказов немецкого производителя автомобилей Daimler-Motoren-Gesellschaft был сделан заказ №81 на моторизованный грузовой автомобиль, способный перевозить грузы весом до 1500 килограмм. Вскоре после того, как первый в мире грузовик был поставлен в Англию, Даймлер представил ассортимент транспортных средств, включающий целых четыре модели, которые он предлагал с сентября 1896 года. Модельный ряд грузовиков состоял из модификаций с двигателем мощностью от четырёх до десяти лошадиных сил и грузоподъёмность от 1500 до 5000 кг. Чуть позже Майбах и Даймлер пересмотрели конструкцию транспортного средства и перенесли двигатель и трансмиссию с 4 передачами из задней части в переднюю под сиденье водителя. Тем не менее, данное решение всё ещё оставляло желать лучшего, тем более что ременная передача, которая зарекомендовала себя на легковых автомобилях была пригодна для тяжеловесов лишь в ограниченной степени.

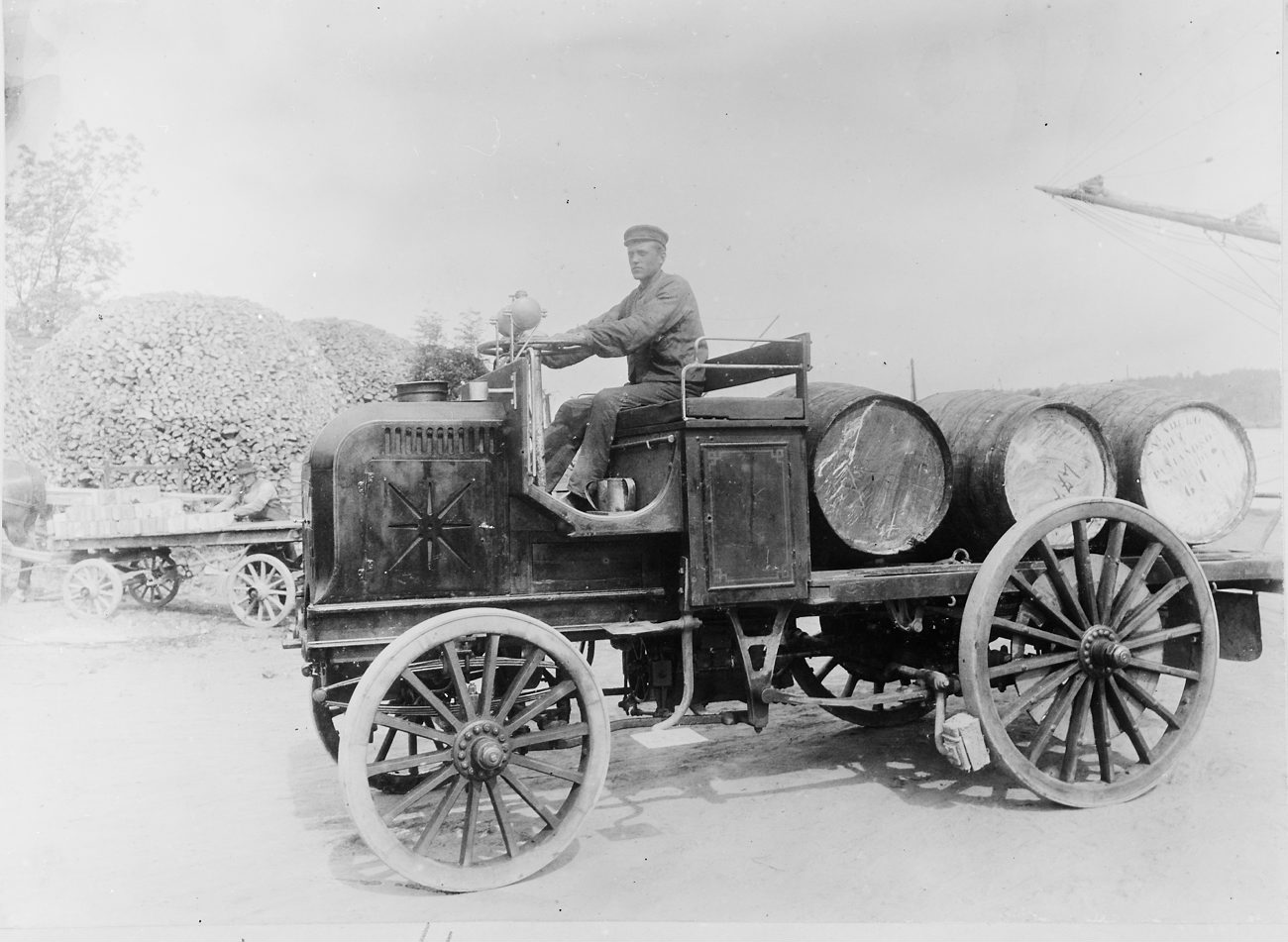
Грузовой автомобиль Даймлера, Стокгольм, 1898 год.

В 1897 году, всего через год после создания первой версии грузового транспортного средства, автомобиль наконец-то получил усовершенствованную конструкцию, которая чётко отличала его от легкового автомобиля и проложила путь к увеличению полезной нагрузки. Двигатель нашёл свое традиционное место прямо в передней части транспортного средства перед управляемой осью. Передача мощности от силового агрегата осуществлялась через коробку передач с четырьмя скоростями, полноразмерный продольный вал и шестерни к задним колёсам. Модернизации подверглась как трансмиссия, так и двигатель, который оснастили низковольтным магнето фирмы Bosch вместо старой трубки накаливания. Рабочий объём силового агрегата увеличили до 2,2 литров. Радиатор охлаждения также претерпел изменения и получил трубчатую конструкцию. Готлиб Даймлер анонсировал свой моторизованный грузовик на ежегодном сельскохозяйственном шоу Вюртемберга осенью 1897 года, расположив его в том же ряду, в котором были выстроены традиционные тягловые животные. Он также распространял брошюры, в которых перечислялись все возможные варианты работ, которые грузовик мог выполнять точно так же, как и рабочая лошадь, с тем лишь отличием, что автомобиль не подвержен болезням, жажде, голоду и своенравному поведению.
Для испытания грузового автомобиля Готлиб Даймлер передал его на кирпичный завод в Хайденхайме, где слабые стороны транспортного средства, выявленные в условиях трудных повседневных операций, систематически фиксировались и передавались производителю для устранения. Доработанную версию автомобиля немецкий инженер и изобретатель лично представил на Всемирной выставке 1898 года в Париже, где он вызывал определённый интерес. Тем не менее, интерес к грузовым автомобилям того времени был крайне слабым. В Европе было принято считать, что двигатели внутреннего сгорания подходят для легковых автомобилей, а на коммерческих транспортных средствах имеет смысл использовать паровые и электрические двигатели. В книге заказов компании, сохранившихся до наших дней, имеются записи от 9 заказах на 5-тонные версии грузового автомобиля. 7 из них служили для развозки пива на службе у пивоварен.